# Alexandria, România
Alexandria este municipiul de reședință al județului Teleorman, Muntenia, România. Orașul este așezat în sudul Câmpiei Române pe partea dreaptă a râului Vedea, în zona de contact a Câmpiei Boian cu Câmpia Găvanu-Burdea, la 41 de metri altitudine și are o suprafață de 9,56 km². Municipiul se află la 88 km distanță de București.

## Scurt istoric
Ideea întemeierii orașului Alexandria își are originea în hotărârea unor grupuri de locuitori din Zimnicea și Mavrodin de a înființa un oraș liber de orice ingerință străină. Întemeiat în 1834, după planurile urbanistice elaborate de inginerul austriac Moritz von Ott, orașul și-a luat numele domnitorului de atunci al Țării Românești, Alexandru Dimitrie Ghica, ale cărui oseminte se găsesc depuse astăzi într-un monumental sarcofag din incinta Catedralei Episcopale “Sfântul Alexandru” din municipiu.

## Demografie
Componența etnică a municipiului Alexandria
     Români (86,57%)
     Romi (1,79%)
     Alte etnii (0,08%)
     Necunoscută (11,56%)
Componența confesională a municipiului Alexandria
     Ortodocși (86,02%)
     Alte religii (1,56%)
     Necunoscută (12,42%)
Conform recensământului efectuat în 2021, populația municipiului Alexandria se ridică la 40.390 de locuitori, în scădere față de recensământul anterior din 2011, când fuseseră înregistrați 45.434 de locuitori. Majoritatea locuitorilor sunt români (86,57%), cu o minoritate de romi (1,79%), iar pentru 11,56% nu se cunoaște apartenența etnică. Din punct de vedere confesional, majoritatea locuitorilor sunt ortodocși (86,02%), iar pentru 12,42% nu se cunoaște apartenența confesională.
Populația aflată în evidența serviciului public comunitar local de evidență a persoanelor, actualizată la data de 01.01.2020, la nivelul Municipiului Alexandria însumează 49.878 persoane.

Din totalul de 49.878 persoane, 23.868 sunt bărbați, iar diferența de 26.010 sunt femei.
010.00020.00030.00040.00050.00060.00019121948196619922011populațiePopulația istorică din Alexandria
Date: Recensăminte sau birourile de statistică - grafică realizată de Wikipedia

## Politică și administrație
Municipiul Alexandria este administrat de un primar și un consiliu local compus din 19 consilieri. Primarul, Victor Drăgușin, de la Partidul Social Democrat, este în funcție din 2008. Începând cu alegerile locale din 2024, consiliul local are următoarea componență pe partide politice:
|  | Partid                          | Consilieri | Componența Consiliului | Componența Consiliului | Componența Consiliului | Componența Consiliului | Componența Consiliului | Componența Consiliului | Componența Consiliului | Componența Consiliului | Componența Consiliului | Componența Consiliului | Componența Consiliului |
|  | ------------------------------- | ---------- | ---------------------- | ---------------------- | ---------------------- | ---------------------- | ---------------------- | ---------------------- | ---------------------- | ---------------------- | ---------------------- | ---------------------- | ---------------------- |
|  | Partidul Social Democrat        | 11         |                        |                        |                        |                        |                        |                        |                        |                        |                        |                        |                        |
|  | Partidul Național Liberal       | 5          |                        |                        |                        |                        |                        |                        |                        |                        |                        |                        |                        |
|  | Alianța pentru Unirea Românilor | 2          |                        |                        |                        |                        |                        |                        |                        |                        |                        |                        |                        |
|  | Dobre Dan-George                | 1          |                        |                        |                        |                        |                        |                        |                        |                        |                        |                        |                        |

## Turism

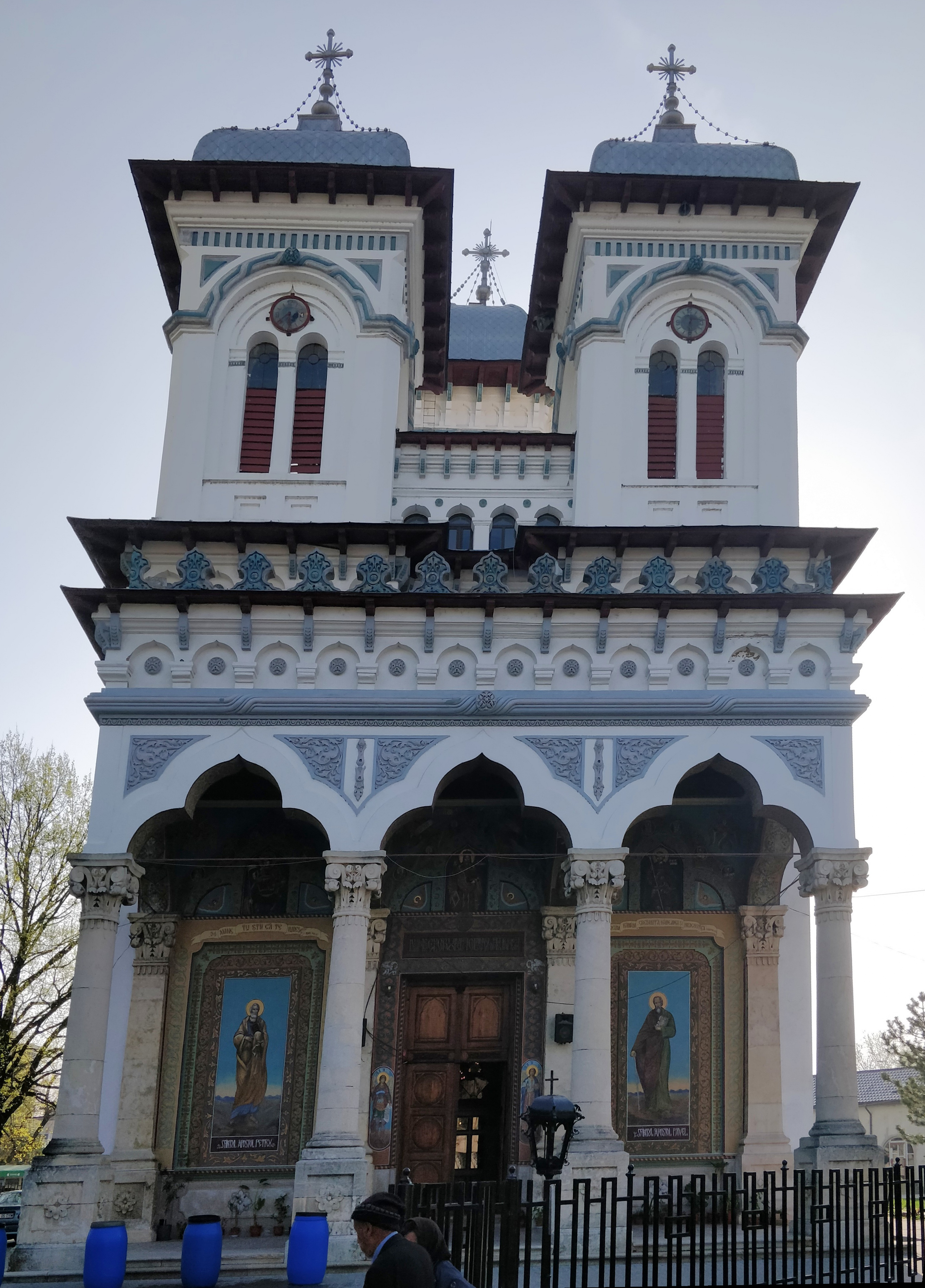
Catedrala ortodoxă cu hramul „Sfântul Alexandru”

- Catedrala ortodoxă cu hramul „Sfântul Alexandru”, construită între 1869 și 1898, în stil bizantino-romanic, cu picturi murale interioare realizate în 1898 de Ștefan Luchian și Constantin Artachino. Aici sunt depuse osemintele domnitorului în cinstea căruia s-a dat numele catedralei: Alexandru Dimitrie Ghica.
- Biserica „Sfinții Apostoli Petru și Pavel” (1842-1846, restaurată în 1902-1904)
- Biserica cu hramul „Sfinții Împărați Constantin și Elena” (1852)
- Biserica cu hramul „Adormirea Maicii Domnului” (1858-1860)
- Biserica cu hramul „Izvorul Tămăduirii” (1859-1861)
- Monumentul ridicat în memoria țăranilor uciși în timpul Răscoalei din 1907
- Monumentul eroilor căzuți pe câmpul de luptă în timpul primului război mondial
- Busturile lui Alexandru Ghica și Alexandru Ioan Cuza, realizate în anul 1914 de către sculptorul I. Iordănescu
- Muzeul Județean Teleorman [13]

## Personalități
- Mihai Ciubotaru (n. 1967), savant, profesor de biologie moleculară la Yale University din SUA[14];
- Adrian Florescu (n. 1970), politician;
- Ion Moraru, profesor de istorie, publicist, scriitor, s-a născut la 24 decembrie 1932, la Vaslui, dar a trăit pe meleagurile Teleormanului, care „l-a adoptat”;
- Alexandru Colfescu (1899 - 1976), primar, magistrat, publicist, solist vocal, violonist și interpret de romanțe;
- Anghel Demetriescu (1847 - 1903), istoric, scriitor;
- Iancu Borcea Cârlig (1898 / 1899 - aprox. 1981), țambalist, cântăreț de folclor și café-concert;
- Liviu Vasilică (1950 - 2004), cântăreț de muzică populară;
- Cătălin Botezatu  (n. 1966), creator de modă;
- N. I. Apostolescu (1876 - 1918), istoric literar.
- Mihai Verbițchi (n. 1957), actor de teatru și film

## Transport
Datorită așezării sale, orașul Alexandria a fost și continuă să fie un nod de căi de comunicație. Face legătura între capitala țării, București, și multe dintre orașele de provincie sau leagă aceste orașe între ele: 
- DN6 leagă Bucureștiul, prin Alexandria, de Roșiorii de Vede, Caracal, Craiova, Timișoara;
- DN52 leagă Alexandria de Turnu Măgurele, Corabia, Calafat etc;
- DN51 leagă Alexandria de Zimnicea;
- D.J. 504 leagă Alexandria de Pitești și Câmpulung;
- D.J. 601 leagă Alexandria, prin Găești, de Târgoviște;
- D.J. 506 face legătura între Alexandria și Giurgiu.

Distanțele în km între Alexandria și principalele orașe din zonă sunt: 
- Alexandria - București, 88 km;
- Alexandria - Pitești, 120 km;
- Alexandria - Craiova, 140 km;
- Alexandria - Zimnicea, 45 km;
- Alexandria - Turnu Măgurele, 48 km;
- Alexandria - Giurgiu , 80 km.

Orașul Alexandria se află pe linia de cale ferată CFR Roșiorii de Vede - Zimnicea, realizată la sfârșitul secolului al XIX-lea, când s-a construit și gara, legându-l de un important nod de cale ferată, Roșiorii de Vede, prin care se poate ajunge la toate magistralele feroviare din țară.